# Sinagoga Or Torah de Buenos Aires
La Sinagoga Or Torah, es troba en el carrer Brandsen, en el barri de Barracas, és una de les dues grans sinagogues sefardites de Buenos Aires, l'edifici es troba en la República Argentina, va ser construït per uns jueus originaris de Damasc, Síria.

## La comunitat jueva siriana de Buenos Aires

### Història de la comunitat
Els jueus de Síria, i principalment els joves de classe mitjana, van començar a abandonar el seu país a partir del segle xix, a causa d'un antisemitisme creixent, degut en part a l'anomenat "Afer de Damasc" de 1840, a on els jueus van ser acusats falsament de portar a terme un crim ritual. Aquest moviment migratori va augmentar cap a finals del segle xix, degut a una degradació en la situació econòmica dels jueus, a causa de l'obertura del canal de Suez, en 1869, que va fer que la ruta comercial del desert quedés obsoleta, la degradació de la situació econòmica va augmentar després de la Primera Guerra Mundial, amb la caiguda de l'Imperi otomà. L'emigració va augmentar encara més a causa de la llei sobre el servei militar obligatori.
A mitjans del segle xix, aquests joves sirians s'instal·len principalment a Beirut, a Egipte i a Anglaterra, concretament a Manchester, on la comunitat s'especialitza en la fabricació i el comerç tèxtil. Els rabins i els estudiants religiosos de les Yeshivot, marxen cap a Palestina. A principis del segle xx, l'emigració és deguda a la pobresa, i els joves jueus d'Alep i de Damasc, emigren a Brasil, Argentina o Mèxic, i van a desenvolupar unes relacions comercials basades en el sector tèxtil, i en el comerç amb els seus parents instal·lats a Anglaterra.
Els joves emigrants s'uneixen amb els membres de la seva comunitat d'origen. A Buenos Aires, els joves d'Alep s'instal·len al barri de l'11 (entorn de l'estació de l'11 de Setembre), mentre que els jueus de Damasc, s'instal·len en els barris de La Boca i Barracas.
La presència de jueus d'Alep i Damasc a Manchester, va beneficiar a les famílies Teubal, Btesch, Paredes i Chami, que van enviar als seus representants a Anglaterra, i que exportaven a l'Argentina carregaments complets de llana i de seda, que els seus compatriotes venian en els carrers comerciants de Lavalle, Pas, Brandsen i Patricios. Els germans Teubal van ser uns pioners de la indústria tèxtil a Argentina, els germans no van trigar a fer venir a tècnics anglesos per assegurar la qualitat de la producció. Nissim Teubal va anar fins a la Patagonia per comprar la llana directament als ramaders. Al voltant d'ells, nombrosos tallers tèxtils es van crear, i es van dispersar per tot el territori argentí. Alguns magatzems i tendes de roba, com Chemea i Tawil, ambdues amb desenes de tendes cadascuna, van ser creades pels jueus sirians.
La comunitat va créixer i la llibertat religiosa va facilitar la seva organització. Amb la finalitat de preservar la seva herència i reafirmar la seva identitat, els jueus d'origen sirià van contractar a rabins formats en les seves ciutats natals. De Damasc i d'Alep, van venir també els hazanim (cantants), els mohelim (circumcidadors), i els matancers rituals, encarregats del control de la cashrut, van venir després també els professors que ensenyaven als nens l'hebreu i els textos sagrats. Les comunitats estaven molt unides, i moltes associacions d'ajuda per als desfavorits van ser fundades. Els jueus sirians van emprendre la construcció d'hospitals, llars d'avis, i cementiris, per als jueus d'origen sirià. Per assegurar la cohesió comunitària, i sota l'impuls del gran rabí Shaul Sutton Dabbah, del jueu Yaacob Salama, i de Jacob Mizrahi, van ser construïdes: sinagogues, banys rituals, i escoles, en els diferents barris a on vivian els yehudim originaris de Síria.

## La sinagoga OrTorah

### Història de la sinagoga
La comunitat jueva de la Boca i de Barracas, estava formada principalment per persones originàries de Damasc. Al principi, i fins al començament dels anys 1920, els oficis religiosos i les cerimònies eren organitzades en els domicilis privats dels diferents membres de la comunitat. Una primera sala d'oració, va obrir les portes en el carrer Almirall Brown, i una carnisseria caixer es va instal·lar al carrer Necochea. Es va formar un Minyan a casa del rabí Yaacob Mizrahi, en el carrer Hernandarias. Aquest minyan, va esdevenir l'embrió de l'associació Or Torah (Llum de la Torà).
El 17 d'octubre de 1920, va ser fundada la Unió Israelita Sefardita, que va tenir com a primer president a Don Moisès Cohen Imach, com a primer vicepresident a Don Daniel Casabe, i com a tresorer a Don Nissim Muhafra, qui més tard va ser president de Or Torah, i que va ocupar la presidència durant 25 anys.
En 1923, Or Torah va comprar un terreny al carrer Brandsen, per construir una sinagoga, i aplegar totes les activitats de la comunitat. La primera pedra va ser plantada en 1927, la construcció va durar 2 anys, i va ser confiada a l'arquitecte Valentini, sota la direcció del rabí Yacob Mizrahi. L'estil de l'edifici, és el propi de les sinagogues sirianes de Damasc. La inauguració va tenir lloc el primer dia de Pessa'h de 1930, en presència de l'alcalde de Buenos Aires, José Luis Cantilo.

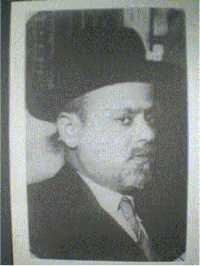
El rabí Mizrahi

Yaacob Mizrahi, nascut en 1888 a Beirut, Líban, i que va fer els seus estudis rabínics a l'acadèmia rabínica de la família Maslaton a Damasc, va ser nomenat rabí en 1908. Des de 1909, el rabí va servir als jueus de Damasc, residents a Buenos Aires, i va ser un dels principals promotors de la construcció de la sinagoga, va fer nombrosos donatius a la comunitat, i va dedicar-hi molt temps. El mateix va triar el text que està escrit en la façana de l'edifici. Fou també iniciativa seva, la fundació de diverses societats benèfiques com: Bené Emet (els Fils de la veritat), l'associació Chevra Kadisha (la santa germanor), fundada en 1913; Guemilut Hasadim (les bones obres), Agudat Dodim (associació de apadrinamient), Bikur Cholim (visitar als malalts), la Lliga contra la tuberculosi, etc. Va realitzar l'ofici de rabí en la sinagoga, fins a la seva mort als a 58 anys, a l'agost de 1945. Va ser reemplaçat pel rabí Suli Eliahu Cohen, nascut a Damasc, i que va emigrar amb la seva família en els anys 1920, i que va exercir l'ofici de rabí fins a la seva mort en 1966. Des de 1946, el president de la comunitat és Don Alberto Julio Masri, anomenat Don Julio, que va ocupar aquest càrrec fins a la seva mort el 16 de febrer de 1985. En 1947, es va comprar un terreny al carrer Wenceslao Villafañe per a la construcció d'una escola integrada. La primera pedra de l'edifici es va col·locar el 12 d'octubre de 1954, i l'escola es va inaugurar 5 anys més tard. Més tard va rebre el nom d'Escola Rabí Eliahu Suli. En 1961, la comunitat va comprar els terrenys del voltant de la sinagoga, amb la finalitat de construir-hi un gimnàs pels homes, que fou inaugurat en 1989, i una sala per a les dones, que va ser inaugurada en 1994.

### Descripció de la sinagoga
La sinagoga està construïda en un estil mudèjar, que recorda a les antigues sinagogues de Síria. El conjunt es format per dos edificis, el primer edifici té una façana que dona al carrer, i és on tenen lloc les activitats de la comunitat, mentre que el segon edifici està separat del primer, i inclou una sala d'oració, i una sala reservada per a les dones.

## Galeria d'imatges

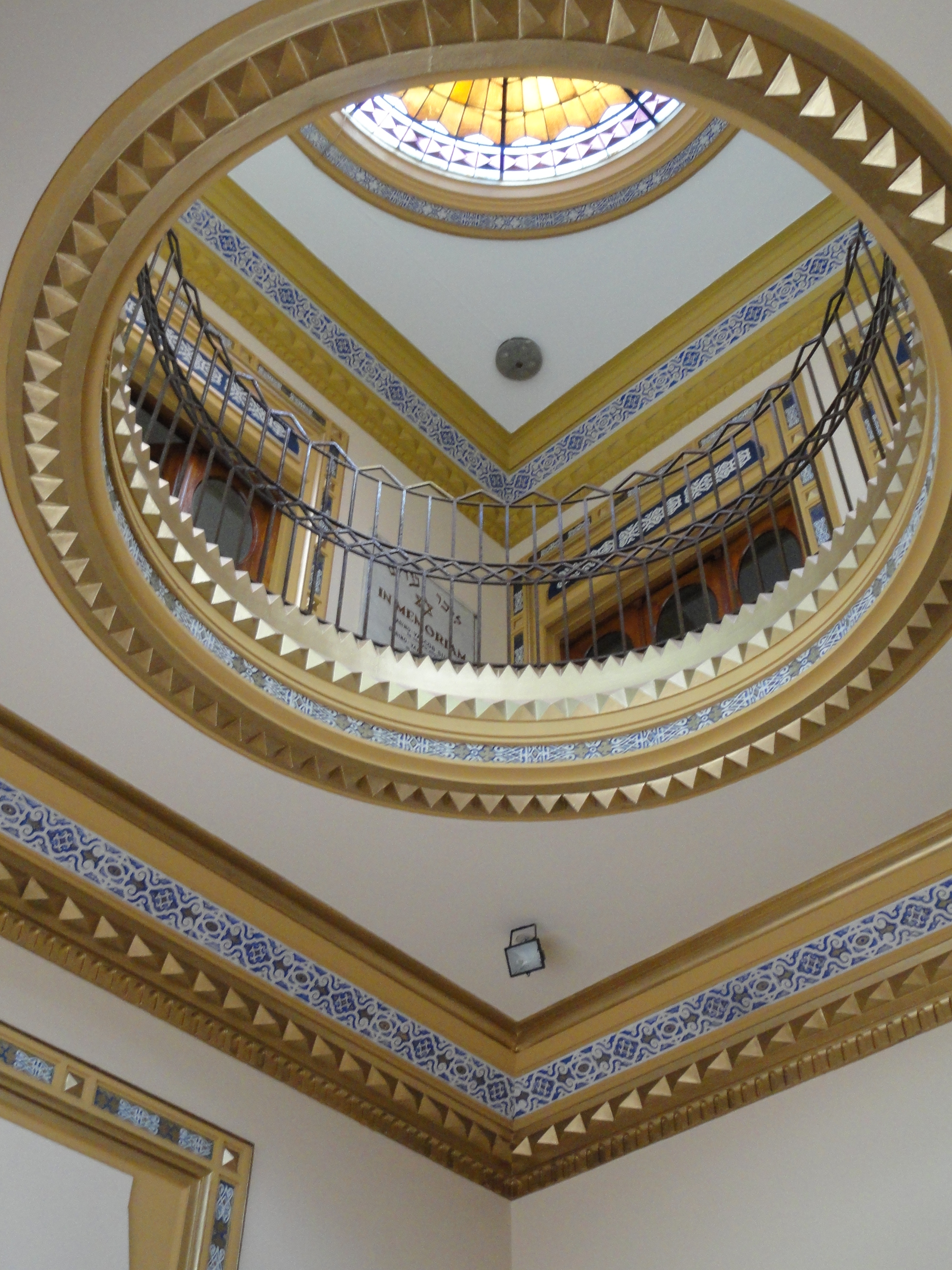
Una obertura entre les dues plantes de l'edifici.
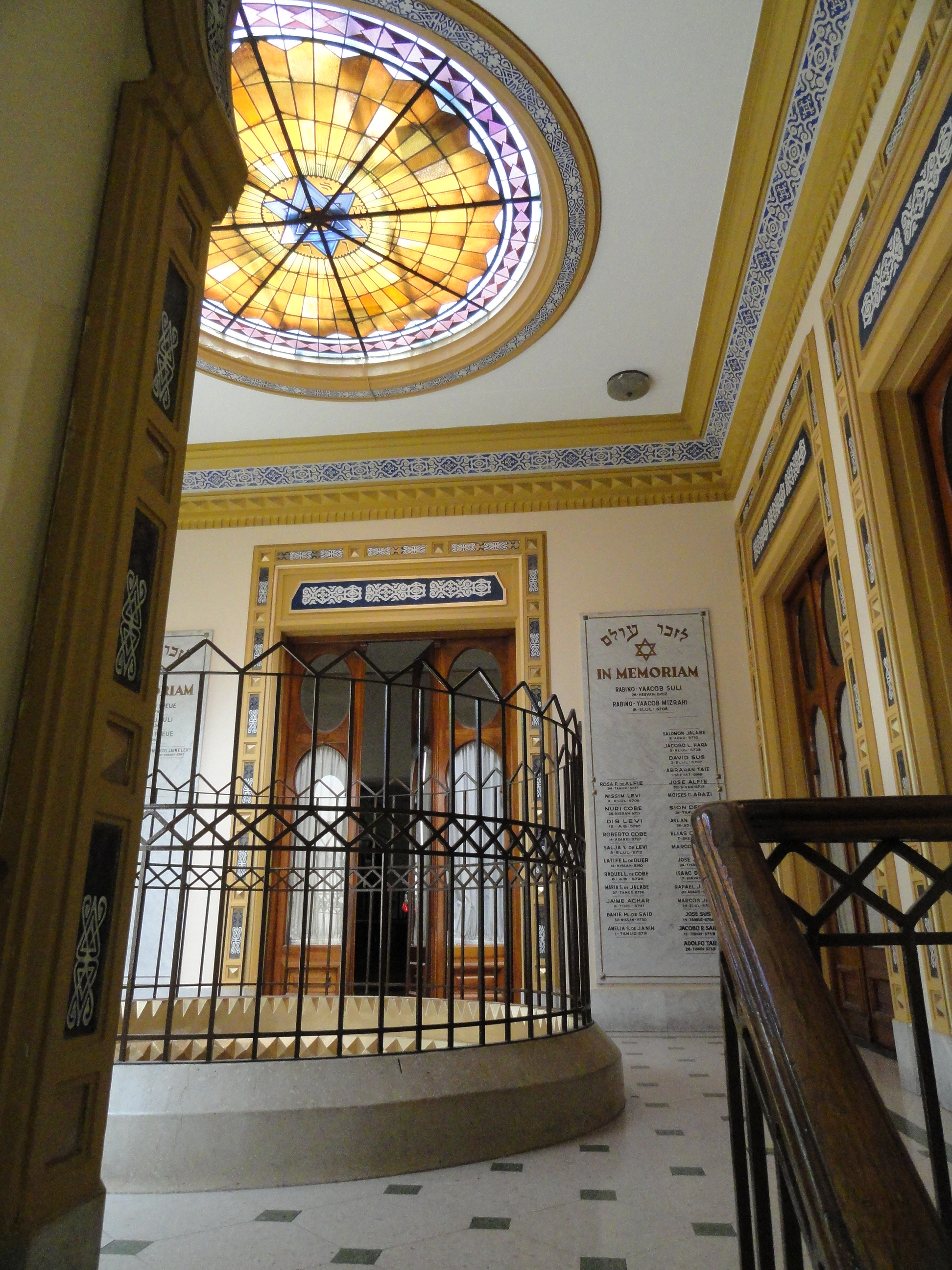
La primera planta de l'edifici.
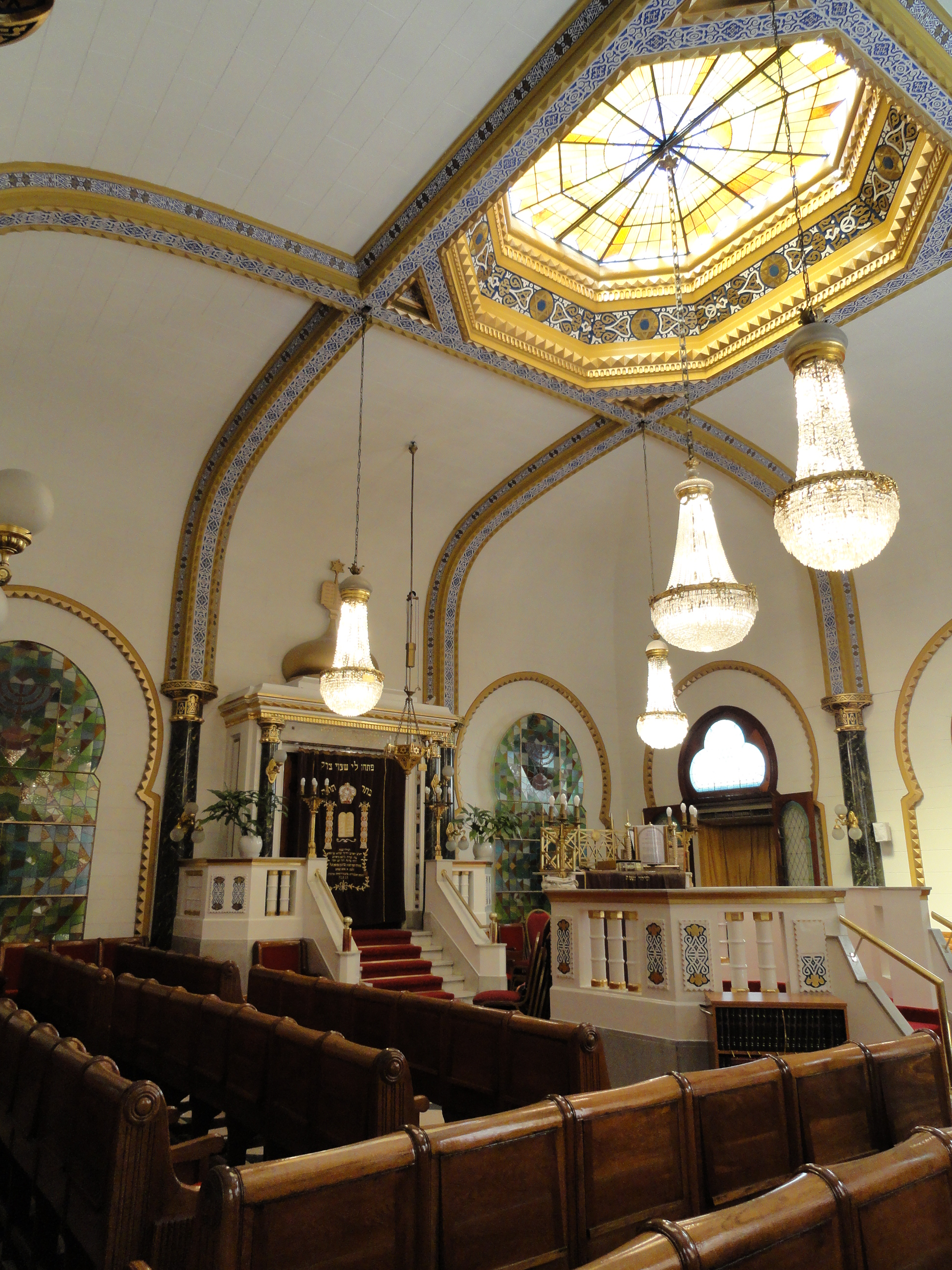
La sala d'oració dels homes.
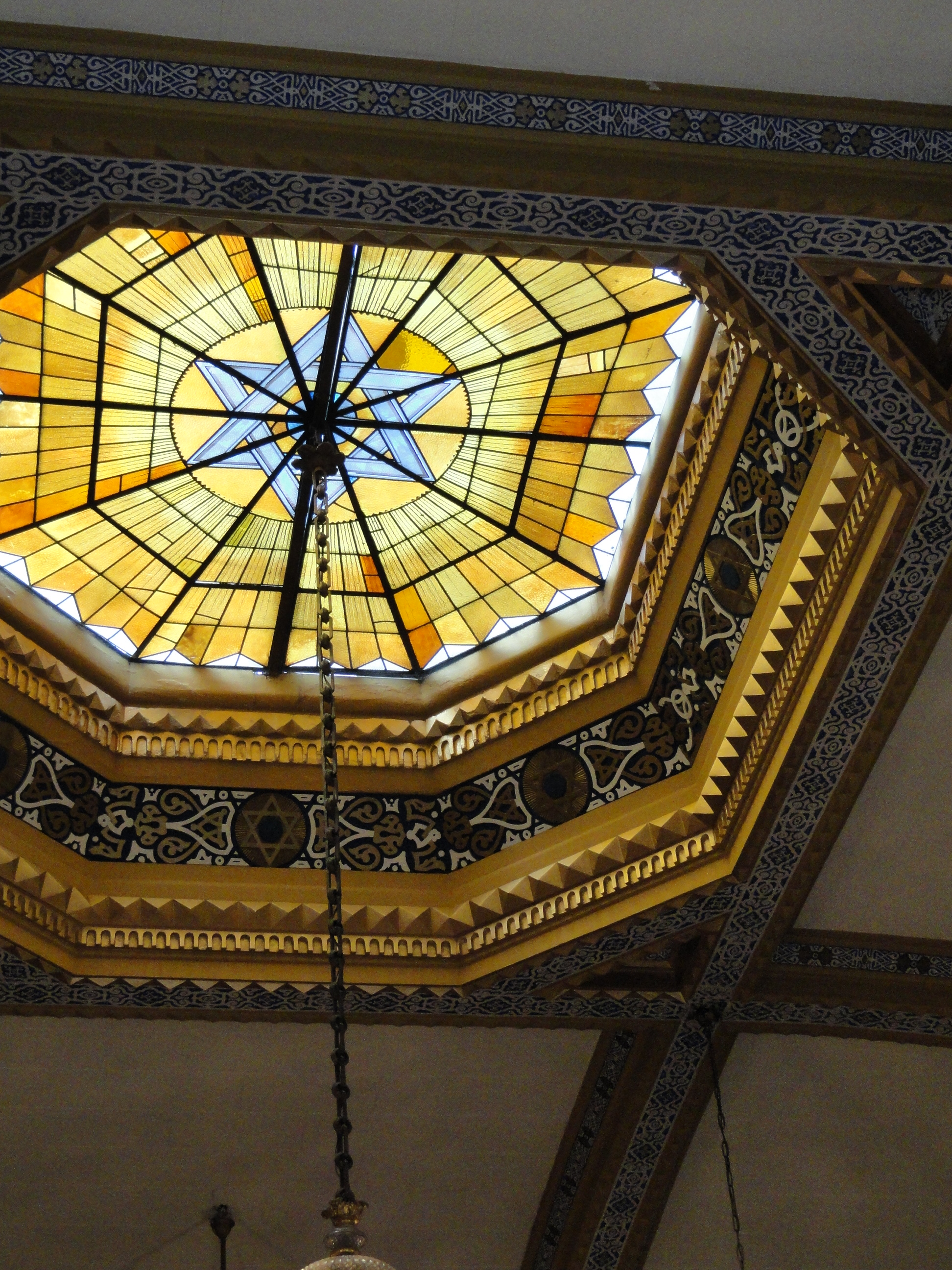
Un vitrall en el sostre de la sala d'oració.
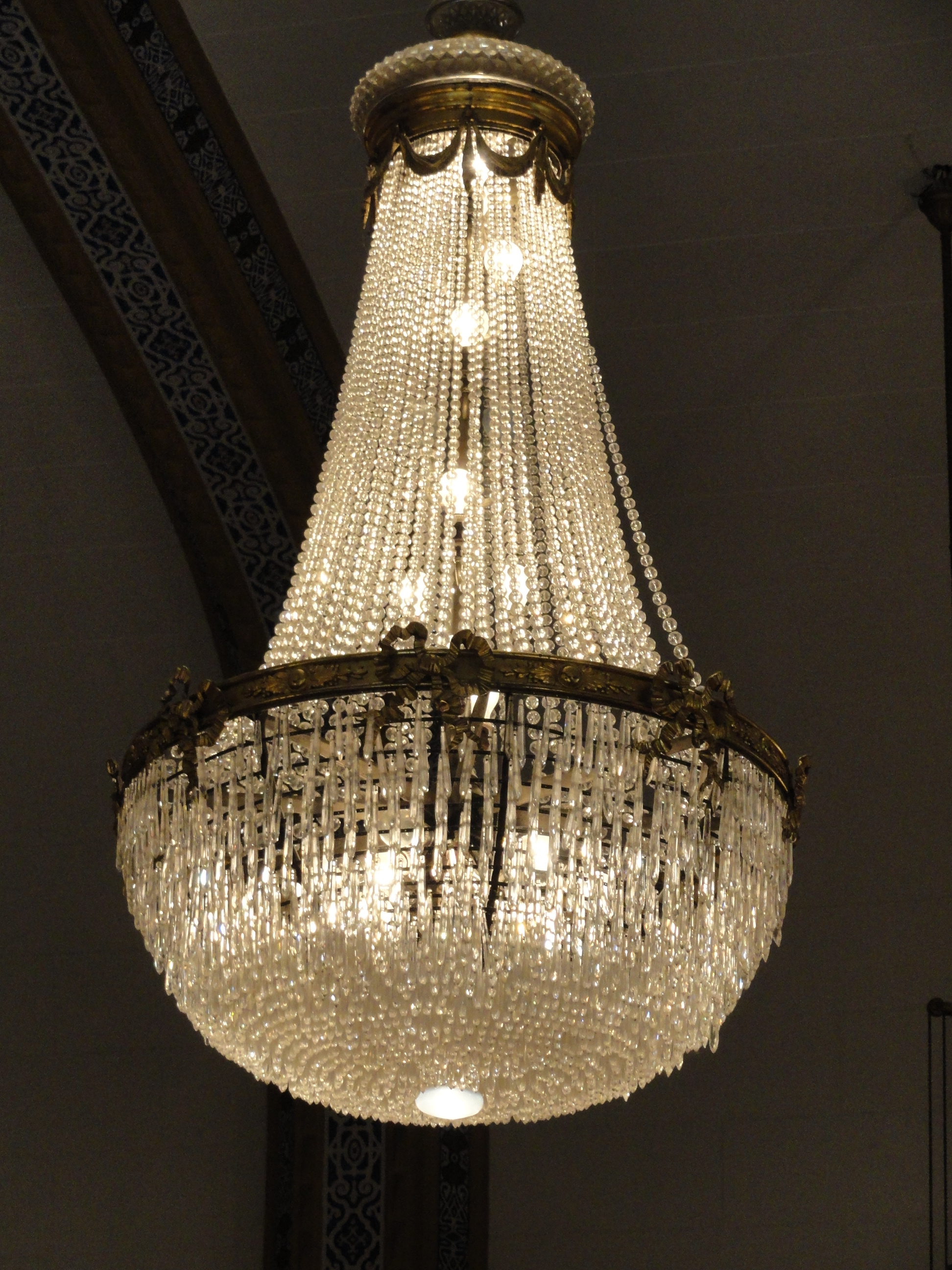
Una làmpada de vidre.
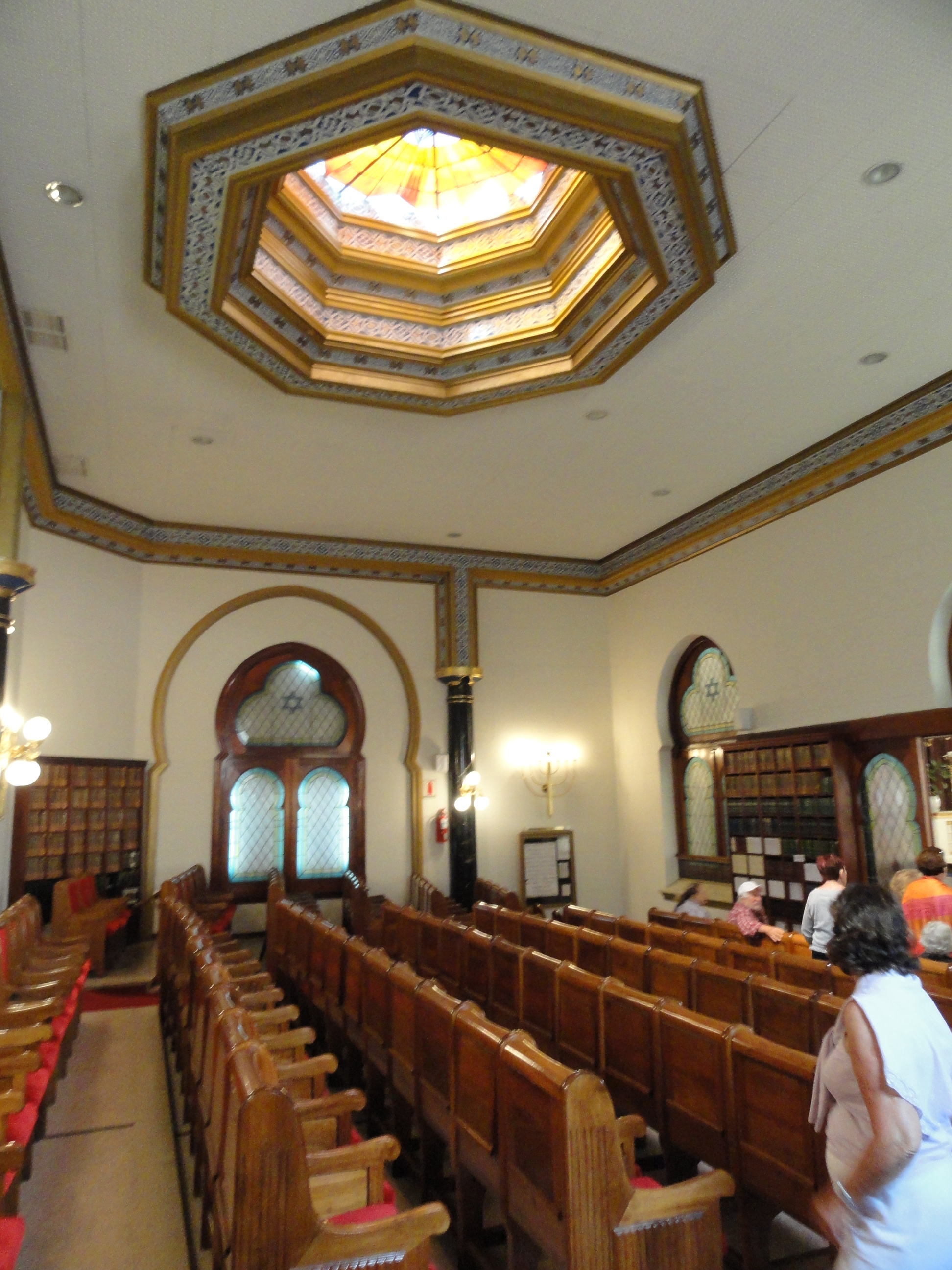
La sala d'oració de les dones.
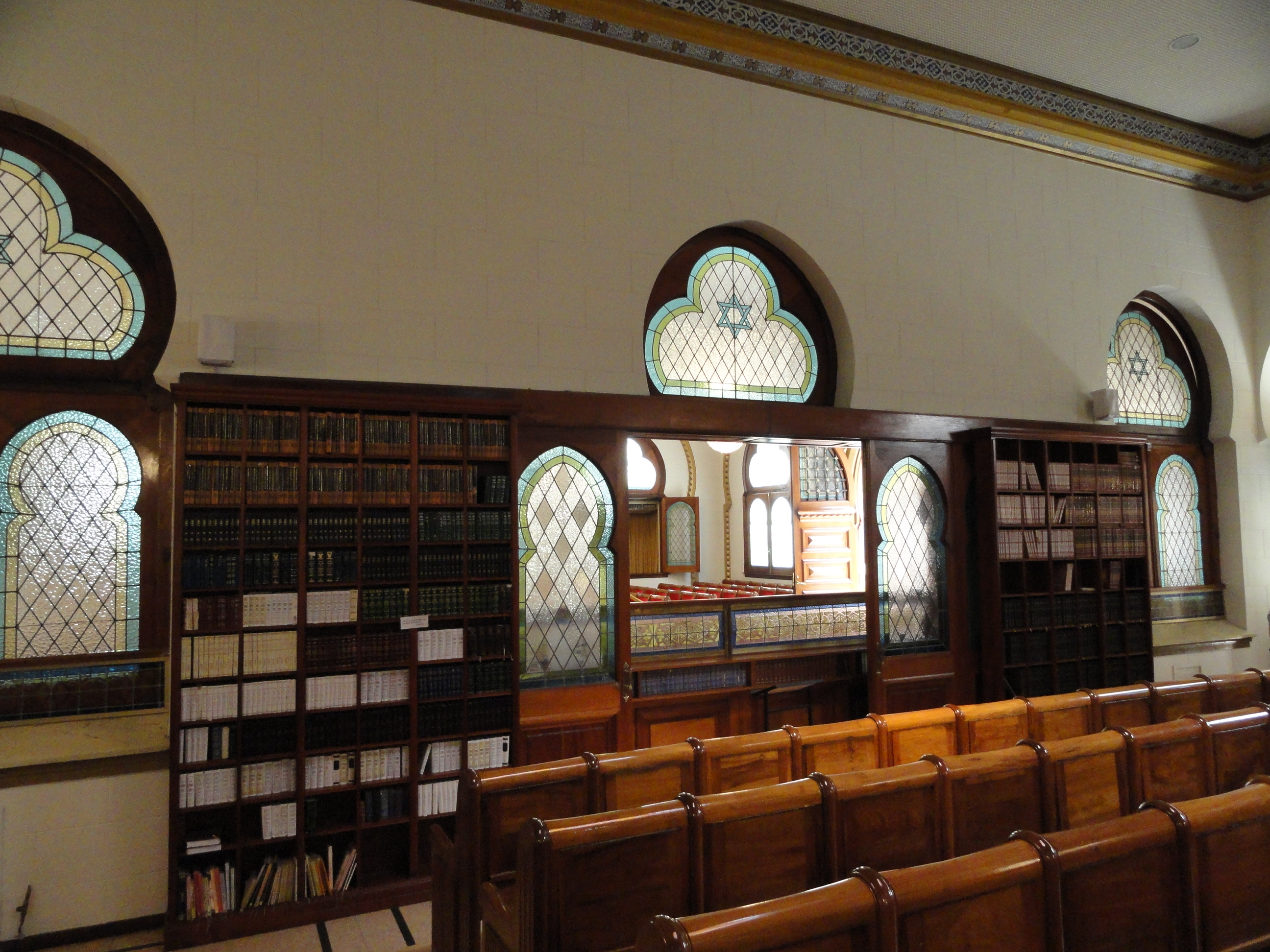
Una obertura en la sala d'oració de les dones.